# Teodosio il Cenobiarca
Teodosio il Cenobiarca, noto anche come Teodosio il Grande (Cappadocia, 424 circa – Palestina, 529), è stato un monaco cristiano bizantino.
Fu uno dei fondatori del monachesimo orientale ed è considerato santo da tutte le Chiese che ammettono il culto dei santi.

## Biografia
Nato in una famiglia cristiana di Mogarion, in Cappadocia, e dotato di bella voce, fu lettore in chiesa. Nel 451 decise di compiere un pellegrinaggio a Gerusalemme. Durante il viaggio, ad Antiochia incontrò San Simeone lo Stilita, che, secondo l'agiografia, l'abbracciò dicendo: «…abbraccio e benedico il giovane predicendogli che egli sarà pastore di anime di un grande gregge di pecore che egli salverà dalla malvagità del lupo.» Teodosio visitò a Gerusalemme tutti i luoghi santi del Vangelo e seguì l'insegnamento di Longino, che viveva vicino alla torre di Davide, di fianco alla Porta di Giaffa. Successivamente egli s'installò secondo i suoi consigli a metà strada fra Gerusalemme e Betlemme in una comunità ecclesiale, poi decise infine per la via all'eremitismo e partì per il deserto, ove dimorò in una grotta, non lontano dal luogo dell'adorazione dei Magi.
Presto vennero discepoli a seguire a loro volta i suoi insegnamenti ed a vivere nelle grotte circostanti. Alle richieste dei monaci di costruire un monastero, tanti erano diventati, Teodosio prese il turibolo, vi gettò delle braci fredde e il fumo dell'incenso si diresse verso il deserto. Egli vi trovò un luogo propizio alla erezione di un monastero e poco tempo dopo vi eresse una chiesa, alcune celle e un edificio comunitario. Fu l'inizio della Lavra di Teodosio, uno dei primi monasteri del deserto di Giuda.
I monaci vi adottarono la regola di Basilio Magno a la Lavra divenne la maggiore installazione monastica della Palestina, con ben 400 monaci. Altre cappelle furono erette per le liturgie in lingue diverse: una per i greci, una per gli iberici ed una per gli armeni, ove i monaci si trovavano sette volte al giorno, così come le infermerie per pellegrini e monaci.
Teodosio era un vicino di san Saba sotto il patriarcato di Sallustio di Gerusalemme. Il suo monastero riceveva i giovani postulanti della lavra di Mar Saba. I monaci chiesero a Sallustio che Teodosio e Saba divenissero archimandriti di tutti i monasteri della terra del Santo Sepolcro. Fu così che Teodosio fu scelto come archimandrita dei monasteri palestinesi cenobiti, da cui il suo appellativo di Cenobiarca.
Egli era un fervente oppositore del monofisismo, il che gli valse l'allontanamento dell'imperatore Anastasio I, dopo che egli aveva proclamato dall'ambone del Santo Sepolcro, su richiesta dei monaci palestinesi, che coloro che non accettavano il concilio di Calcedonia erano sotto anatema. In questa posizione Teodosio era appoggiato da papa Felice IV, seguito dal vescovo di Antiochia, Efrem.
Teodosio è considerato santo sia dalla Chiesa cattolica che da quella ortodossa: la prima lo festeggia l'11 gennaio del calendario gregoriano e la seconda il medesimo giorno ma nel calendario giuliano.